# Thomas Furly Forster
Pour les articles homonymes, voir Forster.
Thomas Furly Forster est un  botaniste britannique, né le 5 septembre 1761 à Walbrook et mort le 28 octobre 1825 à Walthamstow.
Il est le fils d’Edward Forster le vieux et de Susanna Furly. Il se marie avec Susanna Williams en 1788, dont il aura deux fils et trois filles. Dessinateur de plantes de 1775 à 1782, il vit à Clapton de 1796 à 1823 puis à Walthamstow à partir de 1823.
Il est l’auteur de Flora Tonbrigensis (huit volumes, 1816).